# Orchis beyrichii
Orchis beyrichii là một loài thực vật có hoa trong họ Lan. Loài này được (Rchb.f.) A.Kern. mô tả khoa học đầu tiên năm 1865.